# Тулица (мотороллер)
Ту́лица — мотороллер производства СССР. Начало производства — 1979 год.

## Описание
Этот мотороллер стал наследником более ранней модели — мотороллера «Турист». Мотороллеры этой серии обычно были двухцветными: светло-серым и зелёным. Внешность немного отличается от Туриста.
Основное отличие от «Туриста» — увеличенная мощность двигателя, 12-вольтовый аккумулятор (вместо двух 6-вольтовых), отсутствие инструментального ящика над колесом, дополнительные жалюзи на левой части капота и глушитель мотоциклетного типа (как и у мотороллера «Турист-М»). Ручка воздушного корректора располагается рядом с рукояткой переднего тормоза. «Мягкая» подвеска, два упора для стоянки — боковой и центральный. Устройство двигателя такое же, как и у более ранних моделей, за исключением системы впуска, благодаря чему и увеличена мощность.

## Технические характеристики
- База мотороллера, мм: 1400.
- Дорожный просвет при полной нагрузке и нормальном давлении в шинах, мм: 125.
- Длина мотороллера, мм: 2080.
- Ширина мотороллера по рулю с зеркалом, мм: 950.
- Высота мотороллера, мм: 1200.
- Вес (сухой), кг: 140.
- Максимальная нагрузка (включая водителя), кг: 170.
- Максимальная скорость, км/ч: 97.
- Объём двигателя: 199 см³.
- Мощность: 14 л. с. при 5200—5800 об./мин. коленвала.
- Охлаждение: воздушное, принудительное от вентилятора.
- Расход горючего: 4,5 л/100 км при движении по шоссе со скоростью 73 км/ч.
- Объём топливного бака: 12 литров.

## Технические решения
- Передняя вилка толкающего типа.

## Недостатки конструкции
- Из-за большого веса мотороллера неудобно пользоваться центральным упором для стоянки.
- Быстрый износ и неэффективность механизма кикстартера.
- Центр тяжести излишне смещён назад.
- Слабый упор на руле для закрепления капота при его поднятии (например: для осмотра двигателя или для пуска двигателя с помощью кикстартера).
- Высокий расход топлива (4,5—5 литров).
- Излишне большой вес — более 150 кг в снаряжённом состоянии — снижал динамические характеристики мотороллера.